# ガイアナ

ガイアナ協同共和国
Co-operative Republic of Guyana

国の標語：One People, One Nation, One Destiny（英語）
一つの国民、一つの国家、一つの運命
国歌：Dear Land of Guyana, of Rivers and Plains（英語）
親愛なるガイアナの土地

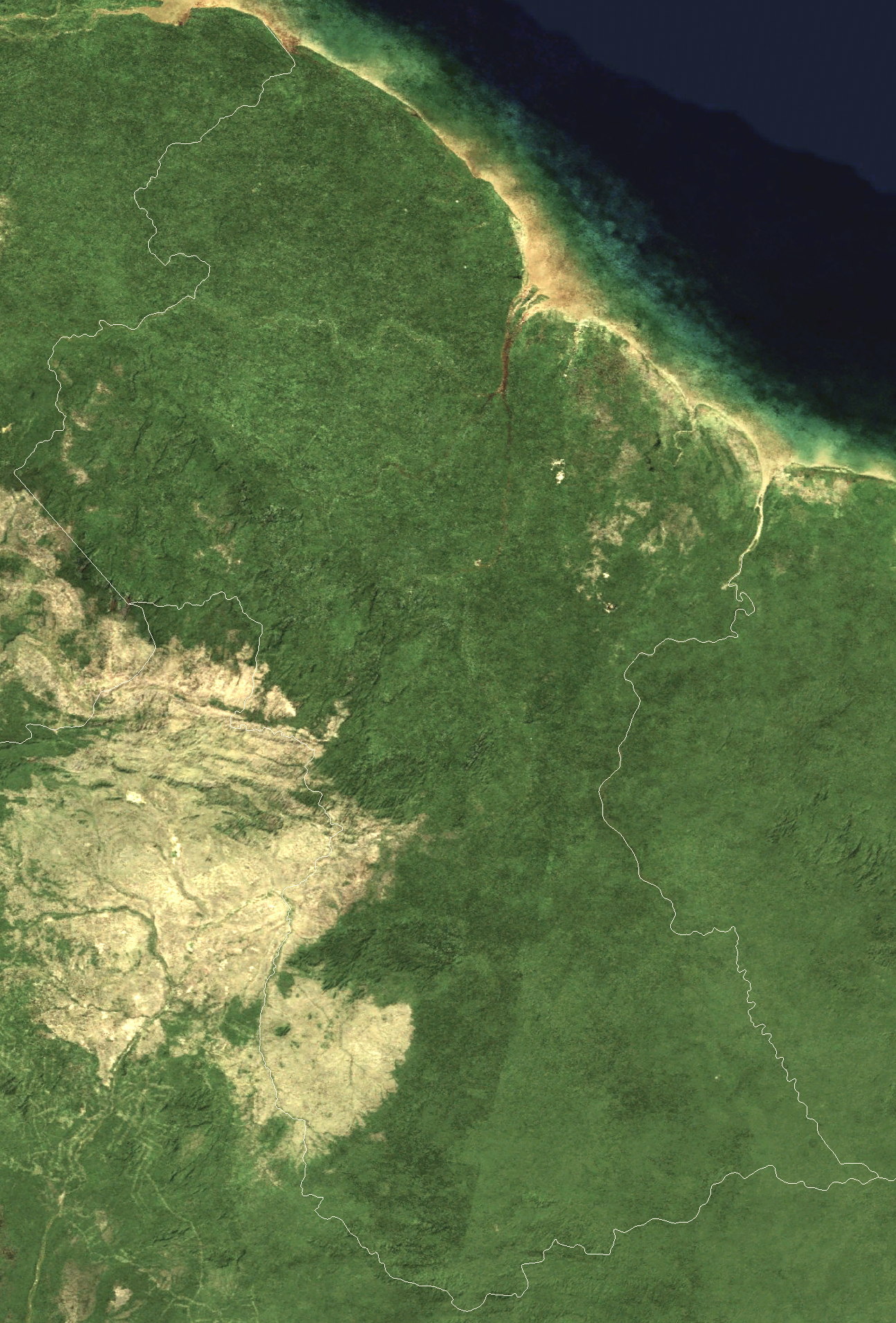
ガイアナの衛星写真

ガイアナ協同共和国（ガイアナきょうどうきょうわこく、英語: Co-operative Republic of Guyana）、通称ガイアナは、南アメリカ大陸北東部に位置する共和制国家で、イギリス連邦加盟国の一つ。東にスリナム、西にベネズエラ、南にブラジルと国境を接し、北はカリブ海、大西洋に面する。首都はジョージタウンである。
ガイアナはその多様な文化と豊かな自然環境で知られている。国土の多くが熱帯雨林で覆われ、生物多様性に富み、多様な動植物が存在する。また、この国はカリブ海地域に属しているため、カリブ海の文化的要素も豊かに持っている。
経済的には、ガイアナは伝統的に農業と鉱業に依存してきた。特に砂糖、バナナ、米の生産や金、ボーキサイトの採掘が主要な産業である。2015年に海底油田がエクソンモービルにより発見され、産油国になった。
歴史的には、ガイアナはオランダ、その後イギリスの植民地であり、1966年に独立を達成した。国民の多くは、アフリカ系とインド系の子孫で構成されているが、先住民族、ヨーロッパ系、中国系の住民もいる。公用語は英語。

## 国名
1980年に施行された現行憲法（ガイアナの憲法）に明記された英語による公式国名は 、Co-operative Republic of Guyana（[ɡaɪˈænə]）、日本語訳するとガイアナ協同共和国となる。植民地時代はギアナと呼ばれていたが、ガイアナはその英語読みである。漢字表記は圭亜那。
1970年2月23日、当時ガイアナの首相であったフォーブス・バーナムは、協同組合制度を基礎にした社会主義政策を推進するとして、国名に「協同」を加えた「ガイアナ協同共和国」の成立を宣言した。その後、政策の変更などから、一時期「Republic of Guyana」が使用され、日本国外務省でも「ガイアナ共和国」が2007年頃から注釈付きで用いられていたが、ガイアナ政府からの要請や、国際社会における同国への呼称等を総合的に判断し、2024年5月27日以降は従来の呼称に戻すこととなった。なお、ガイアナ共和国が用いられた期間、憲法上の国号変更はなされていない。
国名の由来は、原住民のアラワク系インディヘナの言葉で「豊かな水の地」を意味し、同国を含む地域一帯を指すギアナと同語源である。

## 歴史

### 先コロンブス期
ヨーロッパ人の来航以前において、現在のガイアナに相当する地域にはアラワク人、カリブ人、ワラオ人などが住んでおり、マニオクの栽培や、狩猟、漁労で生計を立てていた。

### 植民地時代
1498年にヨーロッパ人として初めてクリストファー・コロンブスが渡来し、1499年にはアロンソ・デ・オヘダとアメリゴ・ヴェスプッチが上陸した。その後、この地に黄金郷が存在するとのエル・ドラード伝説が信じられると、スペイン人とポルトガル人の手が及ばなかったこの地は「ワイルド・コースト」と呼ばれ、イギリス人の活動の場になり、ウォルター・ローリー卿の植民団が1595年と1616年にやって来たが、イギリス人の入植運動は失敗した。1598年にはオランダ人が来航し、大きな川の合流地点に交易所を建設し、1621年以降、当時ブラジル植民地（1500年–1815年）北東部を支配していたオランダ西インド会社の管轄下に入った。

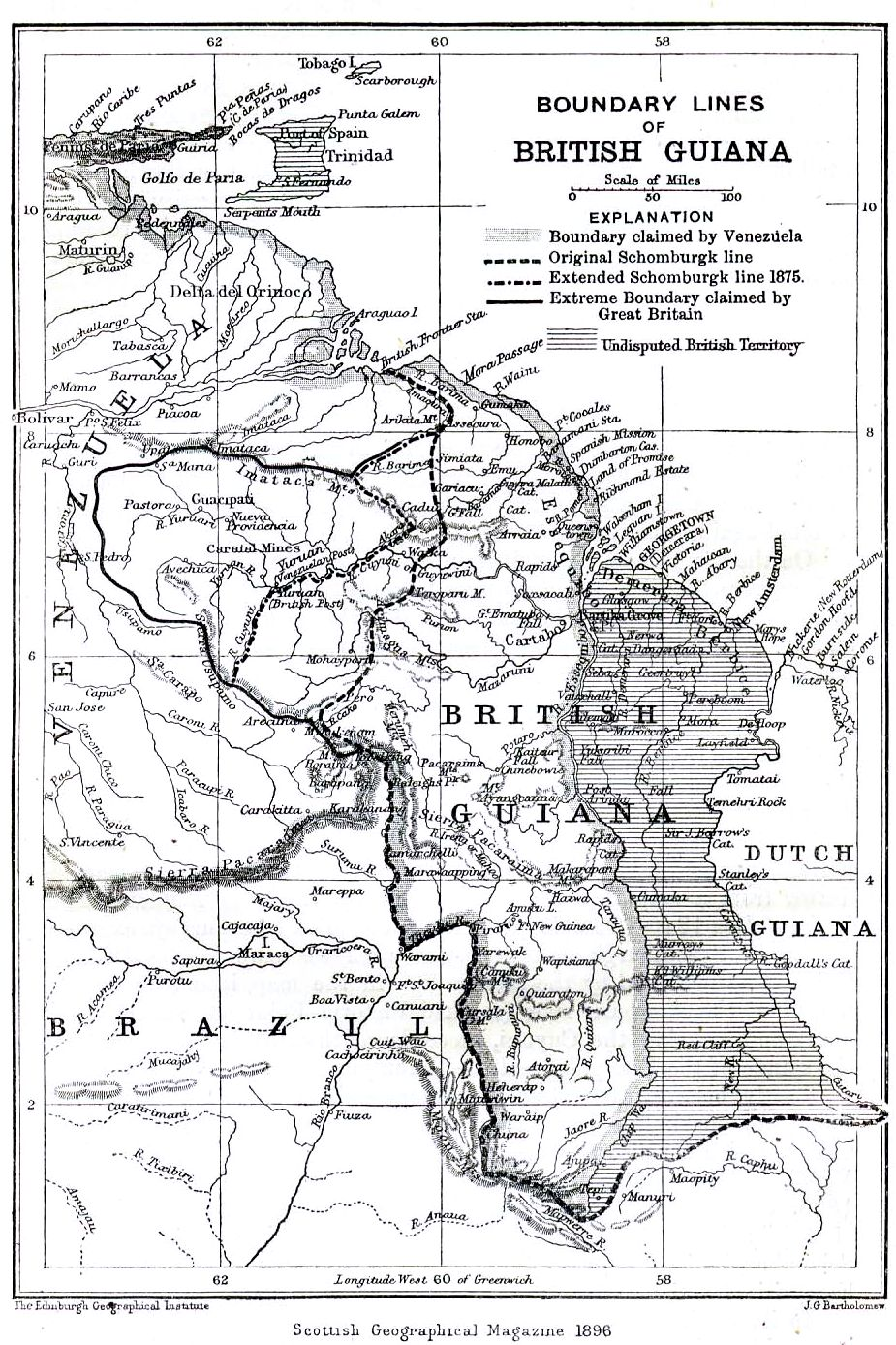
イギリス領ギアナの地図（1896年）

17世紀から18世紀にオランダが3つの植民地（エセキボ、デメララ、バービス）を設立した。ナポレオン戦争による変遷を経て1814年からイギリスの植民地となり、オランダの3植民地は1831年に統合され「イギリス領ギアナ」となり、オランダ人の町だったスタブルークはイギリス王ジョージ3世の名前からジョージタウンと改名され、イギリス領ギアナの首都になった。
1834年に奴隷制度が廃止されると、砂糖工場の労働力としてまず年季奉公人としてイングランド人、アイルランド人、マルタ人、ドイツ人、マデイラ諸島からのポルトガル人などが導入されたが、やがて同じくイギリス領だったインドにも広げられ、約34万人のインド系移民が1838年 - 1917年までに流入した。彼らは主に黒人奴隷廃止後の農園労働者となった。1860年代に金が発見されて一時景気が上昇したこともあった。
1899年に憲法を改正するとベネズエラと国境紛争が発生した。ガイアナ総面積の3分の2にあたる西・中部のエセキボ地域（159,500km2）をベネズエラが自国領と主張し、国際仲裁（パリ仲裁裁定）でガイアナ帰属が決められたが、ベネスエラは2023年においても「150年にわたる土地収奪」として領土要求を続けている。
1917年にイギリス領インド政府によりインド人移民が禁止されたが、1928年にはイギリスの直轄植民地となり、女性参政権も認められた。また、稲作を行っていたインド系市民は都市に出て地位を向上させ、1953年の初の総選挙でインド・パキスタン系のチェディ・ジェーガンが率いる人民進歩党（PPP）が勝利した。PPPはレーニン主義、スターリン主義を標榜しており、ガイアナの社会主義化を恐れたイギリスは1953年10月に4隻の軍艦と1,600名の兵士を派遣し、ガイアナ憲法を停止させ、暫定政府による統治が開始された。ガイアナの民衆の独立運動はこれを機に盛んになったが、一方で内部対立も激化し始めた。
1955年にアフリカ系弁護士のフォーブス・バーナムが人民国民会議を結成し、人民進歩党から分裂した。PPPは急進主義的な政策を掲げ、インド・パキスタン系の支持を受けていたのに対しPNCは穏健主義的であり、黒人系の支持を得ていた。1961年8月の選挙ではPPPが勝利し、9月5日にはジェーガンが首相となった。ジェーガンは社会主義的な政策をさらに推し進め、砂糖産業の統制化を図ろうとしていたが、砂糖産業の労働者の多くを占めていたアフリカ系の反発を受けた。1962年4月5日にはゼネストが宣言され、それとともにジョージタウンの焼き打ちに端を発した暴動が全国に広がった。政府はこれを制圧することができず、イギリス政府の力を借りざるを得なくなった。1964年12月の選挙でPNCが白人の利益を代表する統一勢力UPPと連立し、政権を掌握した。ジェーガンはこの選挙が無効であると主張し、退陣を拒否していたが、憲法改正によってその地位を追われた。首相に就任したバーナムはボーキサイトを国有化し、電気、通信、流通などのインフラも国家に統制されるようになった。

### 独立以降
1966年5月26日にイギリス連邦王国の一国として独立し、バーナムが引き続き首相となった。
1969年1月2日、ブラジルから侵入した反乱部隊が国境近くの町レセムとアンナイの町を占領する出来事があったが、数日後にはガイアナ軍に追い返された。社会主義の建設を目指したバーナムは、1970年2月23日に共和制移行を宣言し、ガイアナ協同共和国と国名を変更した。中国系のアーサー・チュンが初代大統領となったが、イギリス連邦には残留した。独立後も黒人勢力を代表する人民国民会議と、インド・パキスタン系でマルクス・レーニン主義の人民進歩党との間で人種的対立が続き、政情不安が続いた。1978年にはガイアナの密林奥地にジョーンズタウンと名付けて移住していた、アメリカ合衆国のキリスト教系の新宗教団体「人民寺院」（People's Temple）による集団自殺事件が発生し、教祖ジム・ジョーンズとジョーンズの家族および信者を含めた914人が集団自殺した。
1980年には大統領の権力の強化を盛り込んだ新憲法が制定され、バーナムが大統領となったが経済の悪化は収まらなかった。1985年にバーナムが没し、副大統領のヒュー・デズモンド・ホイトが大統領に就任した。ホイトはバーナム以来の社会主義政策を転換し、新自由主義政策を採り入れた。1992年10月には国際監視団のモニタリング下での総選挙で人民進歩党が勝利し、人民進歩党の代表であった植民地時代の元首相ジェーガンが大統領に就任した。ジェーガン大統領は新自由主義政策を継承したが効果を出せないままに1997年に没し、チェディの妻でもあるジャネット・ジェーガンが大統領に就任した。1999年8月、ジェーガン大統領の辞任に伴いバラット・ジャグデオ蔵相が憲法上の規定により大統領に就任した。2011年にドナルド・ラモターが大統領になり、2015年にデヴィッド・グレンジャーに代わった。
エクソンモービルがガイアナの200キロメートル沖合で2019年末に海底油田の採掘を始めた。従来は1人当たり国内総生産（GDP）が5000ドル程度と南米最貧国の一つだったが、油田収入で2024年には4倍に増えて南米で最も豊かな国になると国際通貨基金（IMF）は予測している。
2023年12月3日、隣国ベネズエラでエセキボ地域の領有権が自国にあるとの主張への賛否を問う国民投票が行われ、95％以上が賛成している。
ガイアナのアリ大統領は同日「今後数時間、数日、数カ月の間、恐れることは何もない」とコメントした（グアヤナ・エセキバも参照）。

## 政治

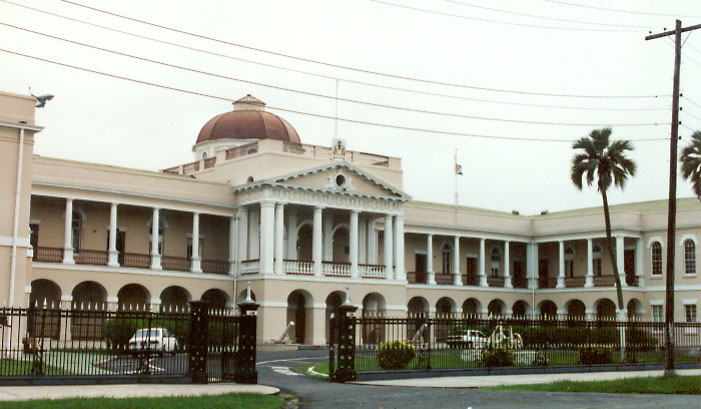
国会議事堂

政体は大統領制で、大統領は国家元首であり、直接選挙ではなく各党の候補者名簿より選出される。行政は政府が、立法は国民議会が担当する。司法は行政、立法から独立している。行政府は大統領が指揮し、首相と大臣は大統領が任命する。憲法は1980年10月6日に施行された。
国民議会は一院制、定数65名で、53名は比例代表による選出、12名が各州議会より選出される。
歴史的には選挙の度に暴動などが起きていたが、2006年の国政選挙は初の平和的な選挙となった。
2015年5月11日に行われた総選挙で「国民統一のためのパートナーシップ及び変化のための同盟（APNU+AFC）」が勝利し、23年ぶりの政権交代が実現した。5月16日には軍出身のデービッド・A・グレンジャーが大統領に就任し、グレンジャーはAPNU+AFCのモーゼス・ナガムートゥーを首相に任命した。新内閣は5月20日に発足した。

## 国際関係
カリブ共同体の本部が置かれ、南米諸国連合に加盟している。

### 領土問題

ガイアナの領土問題を表した地図
（赤色はベネズエラが領と主張するエセキボ地域、黄色はスリナムとの係争地）

隣国のベネズエラ、スリナムとは領土問題を抱えている。その多くは植民地時代に起因し、国土の約8割が係争地域となっている。

### ベネズエラ
グアヤナ・エセキバ（エセキボ地域）は、エセキボ川以西の159,500平方キロメートルで、ベネズエラが領有権を主張している。大半は密林で、人口は約12万5000人。なお以下の島々もグアヤナ・エセキバに含まれる。
- アンココ島：クユニ川（英語版）とヴェナム川（英語版）の合流点にある島で、両国によって分割されている。1966年10月にベネズエラはガイアナ側に侵攻して以来、実効支配を続けている。ガイアナは撤退を求めて国際司法裁判所に申請している[11]。ガイアナの行政区画ではクユニ＝マザルニ州に属している。
- コロコロ島：バリマ川（英語版）の河口にある島。暫定的に両国によって分割されているが、両国とも島全域の領有権を主張している。

### スリナム
- ティグリ地域（英語版）（ガイアナ国内ではニューリバー・トライアングルと呼ばれる）：南東部に位置する三角形の地域で、面積は 15,600平方キロメートル[12]。1969年にガイアナはスリナムを同地から放逐して以来、実効支配している。ガイアナの行政区画では東ベルビセ＝コレンティネ州、スリナムの行政区画ではシパリウィニ地方に属している[13]。
- 海上国境：海上国境付近には大量の鉱物資源が埋蔵されていると推定され、2000年6月にガイアナの許可を得て係争海域で操業していたCGXエナジーの職員をスリナム海軍が強制退去させたことで領土問題が浮上した。2007年9月20日の国際海洋法裁判所の判決により、約 51,023平方キロメートルの係争海域はガイアナが約65パーセント、スリナムが約35パーセントの比率で分割された[14][15]。

## 軍事
ガイアナ国防軍（Guyana Defence Force：GDF）は、独立前の1965年に創設され現在に至る。総員1,100人で、イギリス連邦カリブ海諸国の軍隊の訓練を受け入れている。また、ガイアナ国内のみならずバハマのニュープロビデンス島に海軍（沿岸警備隊）の基地を設けている。

## 地方行政区分

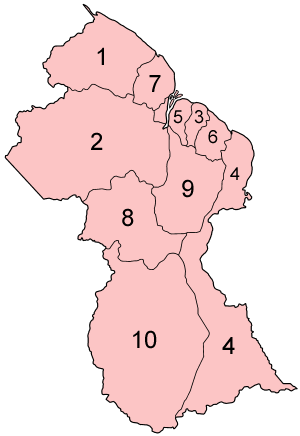
ガイアナの州区分図

ガイアナは、10の州（region）に分かれている。また、10州には27の県がある。
1. バリマ＝ワイニ州
2. クユニ＝マザルニ州
3. デメララ＝マハイカ州（ジョージタウン）
4. 東ベルビセ＝コレンティネ州
5. エセキボ諸島＝西デメララ州
6. マハイカ＝ベルビセ州
7. ポメローン＝スペナーム州
8. ポタロ＝シパルニ州
9. アッパー・デメララ＝ベルビセ州
10. アッパー・タクトゥ＝アッパー・エセキボ州

バリマ＝ワイニ州、クユニ＝マザルニ州、エセキボ諸島＝西デメララ州、ポメローン＝スペナーム州、ポタロ＝シパルニ州、アッパー・タクトゥ＝アッパー・エセキボ州の6州はエセキボ地域（面積15万9,500km2）と呼ばれ、隣国ベネズエラが領土に要求している。

### 主要都市
- ジョージタウン
- ニューアムステルダム
- リンデン

## 地理

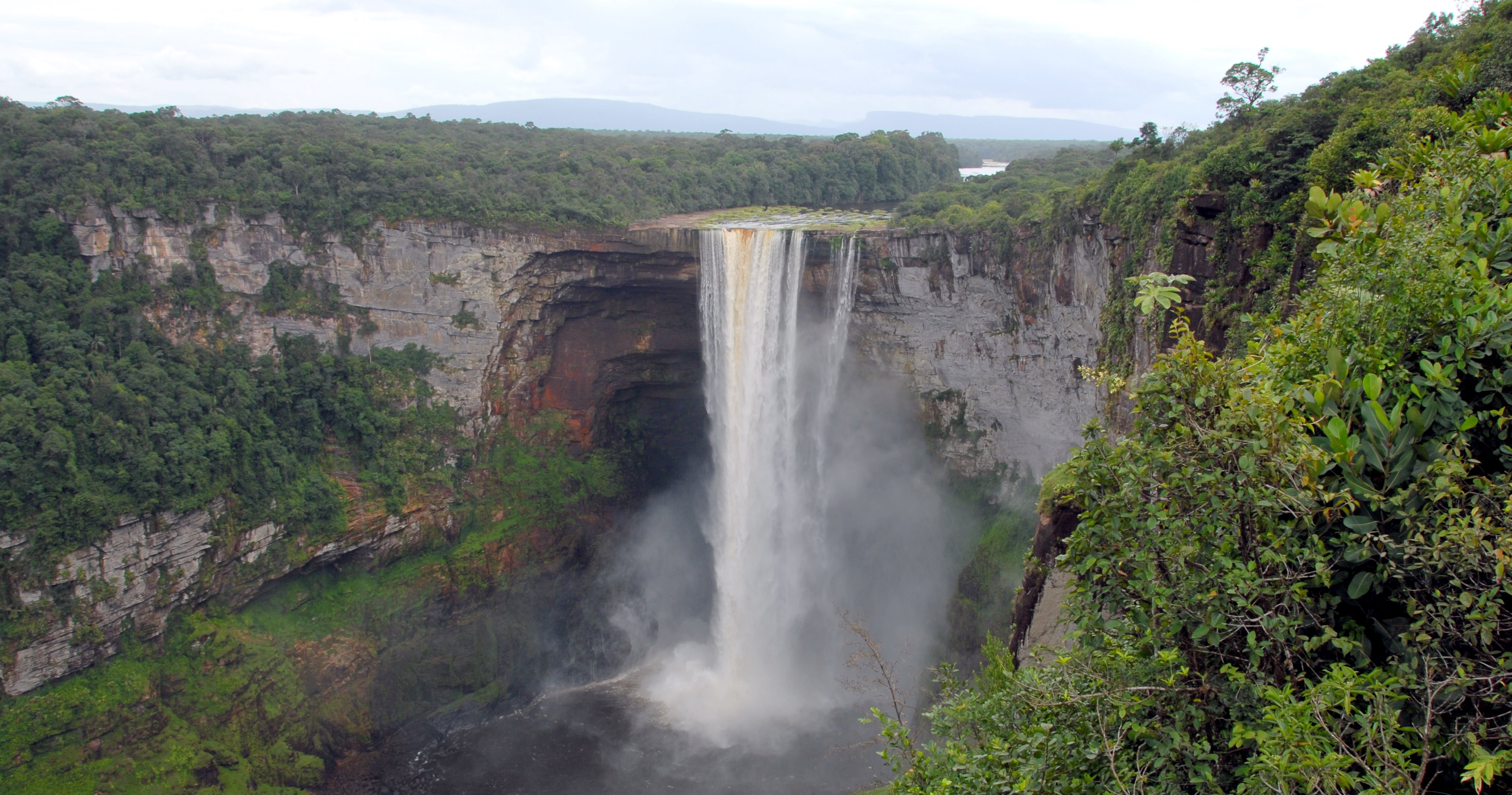
カイエトゥール滝(英語版)

ギアナ地方に属する。「ギアナ」はインディヘナの言葉で「水の多い土地」という意味である。ガイアナの地形は広大な熱帯雨林がいくつもの川や滝によって隔てられることが特徴的で、ポタロ川のカイエトゥール滝が特筆される。
ガイアナは4つの自然地域に区分される。狭く肥沃で沼地の多い平地（沿岸低地）には人口の大部分が居住している。より内陸の白砂地帯（砂丘と粘土の地域）には鉱物鉱床があり、深い熱帯雨林（森林高地地域）が国土の中心を占め、南部は広大な内陸高地と平坦なサバナ（内陸サバナ）で、多くの山々がブラジルとの国境を形成している。
主要な山々はパカライマ山脈にあり、アヤンガナ山（2,042メートル）、ガイアナ最高峰のロライマ山 （2,810メートル）はブラジル - ガイアナ - ベネスエラ3か国の国境が交わるところにある。アーサー・コナン・ドイルの小説『失われた世界』（1912年）はガイアナのロライマ山とガイアナのテプイから発想を得たといわれている。また、ガイアナは非常に生物多様性に富んだ国である。
多くの急斜面や滝があり、カイエトゥール滝もまたその一つである。ルププニ川とブラジル国境の間にはルププニ・サバナがあり、その南にはカヌク山地がある。
多くの川があり、エセキボ川、デメララ川（Demerara River）、バービス川の3つの主要河川が西から東に流れている。コレンティン川はスリナムとの国境にもなっている。エセキボ川の河口にはいくつかの大きな島があり、北東海岸に長さ145キロメートルに及ぶ貝殻砂浜がある。ガイアナは海亀（主にオサガメ）と他の野生動物の繁殖地である。

### 気候
ケッペンの気候区分では熱帯雨林気候（Af）で、5月から7月の半ばと、11月から1月の半ばまで雨季であり、8月から12月にかけて弱い乾季となる。総じて暑く湿っているが、大西洋から吹き込む貿易風の影響で沿岸部は過ごしやすい。また、年間を通じて降雨量が多い。

## 経済

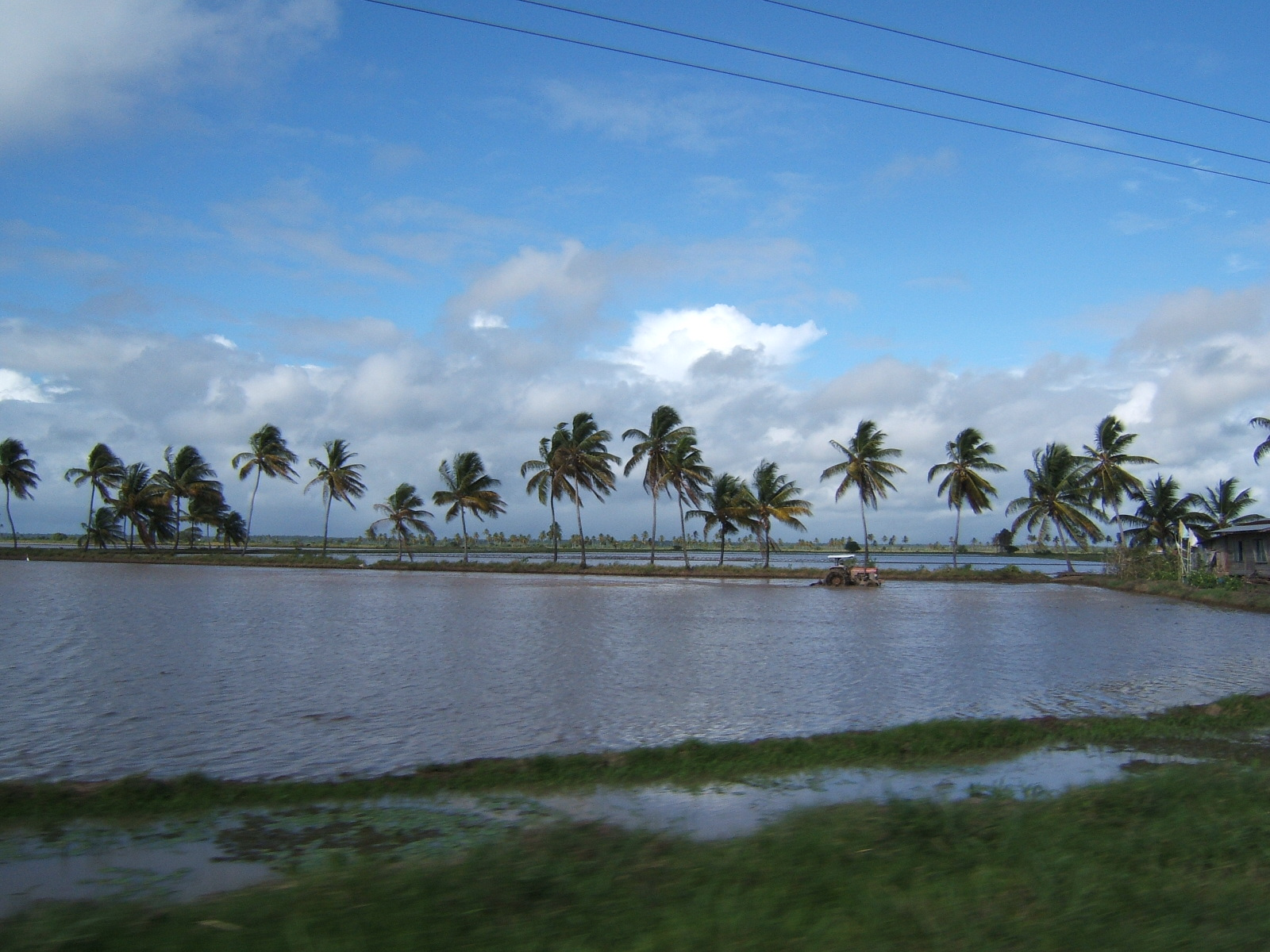
ガイアナの水田

主要産業は農業で米、砂糖、ラム酒、鉱業はボーキサイトや金などを生産する。砂糖は輸出額の28%を占め、Guysuco社が多くの労働者を抱える。豊かな木材資源も有望であるとされる。漁業はエビが欧州へ輸出される。鉱業ではアルコア（旧・Reynolds Metal）やリオ・ティントなど、木材では韓国・マレーシア合弁など外資が参入している。昔盛んだったゴム園は衰退した。
第7代大統領ジャグデオの時代に8億ドルに上る対外債務の削減に成功した。2007年に付加価値税を導入し、徴税の効率化につながった。しかし、技術者の不足やインフラストラクチャー整備の遅れが克服すべき課題である。2007年のGDPは推定30億ドル（2022年は154億ドル）、一人当たりでは4,000ドル。2006年の輸出額6億ドルに対し、製品・機械・石油など7億ドルの輸入となっている。
原油は2015年にエクソンモービルが発見して、2019年12月20日に生産を開始した。

## 交通
首都ジョージタウンにチェディ・ジェーガン国際空港（ティメーリ国際空港）がある。
自動車の通行区分は日本と同じ左側通行である。
鉄道は存在しない。これはスリナムも同様である。

## 国民

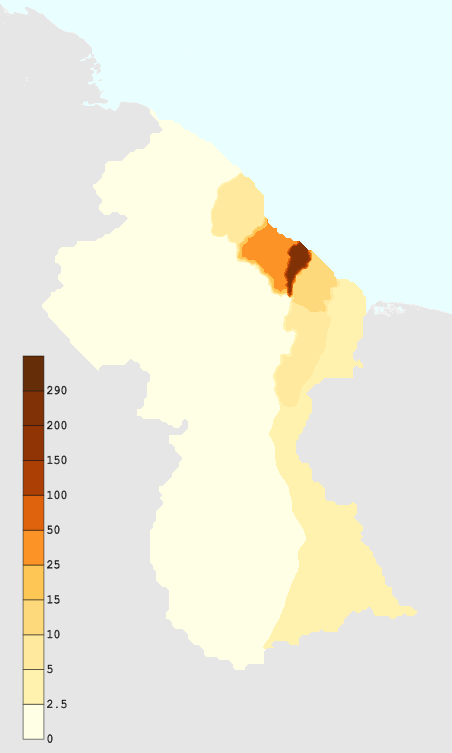
ガイアナの人口分布

現在のガイアナの国民は非常に多様な人種的背景から構成されており、国民の人種的背景はヨーロッパ人の到達以前から居住していたインディヘナに加え、ヨーロッパ（特にイギリス、オランダ、ポルトガル）、アフリカ、中国、インド、中東など多岐に及んでいる。これらの多様な国民は英語とクレオール語を共通語としている。
住民は2002年には印僑が43.5%でもっとも多く、黒人が30.2%と続き、3番目に多いのが混血者の16.7%、インディヘナは4番目の9.2%となっている。もっとも少ないグループは 白人（ポルトガル人を含む）で0.06%（約476人）、華人は0.19%（約1,375人）である。国民の0.01%（約112人）は種族的背景が不明である。
人口の90%は大西洋側の海岸低地に集中している。

### 言語
公用語は英語である。英語に加えて、アラワク語、アカワイオ語、ワイ＝ワイ語、マクシ語などのインディヘナの言語やガイアナ・クレオール語、ヒンディー語、ウルドゥ語なども使われる。

### 宗教
2002年のセンサスによると、ガイアナの宗教の分類は、ヒンドゥー教が28.4%、キリスト教のプロテスタントが16.9%で、キリスト教カトリックが8.1%、イスラム教が7.2%、キリスト教イギリス国教会が6.9%、キリスト教セブンスデー・アドベンチスト教会が5%、その他のキリスト教が20.5%、無宗教が4.3%、ラスタファリアンが0.5%、バハイ教が0.1%、その他の宗教が2.2%である。ヒンドゥー教は1800年代初頭にやってきたインド人が持ち込み、イスラム教はアフリカ系ガイアナ人、インド系ガイアナ人、アラブ系ガイアナ人によって信仰されている。ガイアナのキリスト教徒はプロテスタント、カトリックを問わず、全ての人種によって構成されている。

## 文化
ガイアナは、スリナム、ブラジル、仏領ギアナとともに、南アメリカでスペイン語圏ではない4ヶ国のうちの一つである。ガイアナの文化はカリブ海の英語圏諸国と非常に似通っており、ガイアナはカリブ諸国に参入することを承認され、カリブ共同体（CARICOM）の加盟国となっている。

### 祝祭日
| 日付           | 日本語表記                           | 英語表記                  | 備考 |
| -------------- | ------------------------------------ | ------------------------- | ---- |
| 1月1日         | 元日                                 | New Year's Day            |      |
| 2月23日        | マシュラマニ （共和国記念日） 英語版 | Mashramani (Republic Day) |      |
| 移動祝祭日     | ファグワー                           | Phagwah                   |      |
| 移動祝祭日     | エイド・ウル・フィトル               | Eid-ul-Fitr               |      |
| 移動祝祭日     | ヨウム・ウン・ナビ                   | Youm Un Nabi              |      |
| 移動祝祭日     | 聖金曜日                             | Good Friday               |      |
| 移動祝祭日     | 復活祭月曜日                         | Easter Monday             |      |
| 5月1日         | メーデー                             | Labour Day                |      |
| 5月5日         | インド人到達の日                     | Indian Arrival Day        |      |
| 5月26日        | 独立記念日                           | Independence Day          |      |
| 7月第一月曜日  | CARICOM記念日                        | CARICOM Day               |      |
| 8月1日         | 解放記念日                           | Emancipation Day          |      |
| 移動祝祭日     | ディーワーリー                       | Diwali                    |      |
| 12月25日       | クリスマス                           | Christmas Day             |      |
| 12月26日か27日 | ボクシング・デー                     | Boxing Day                |      |

### スポーツ
クリケット

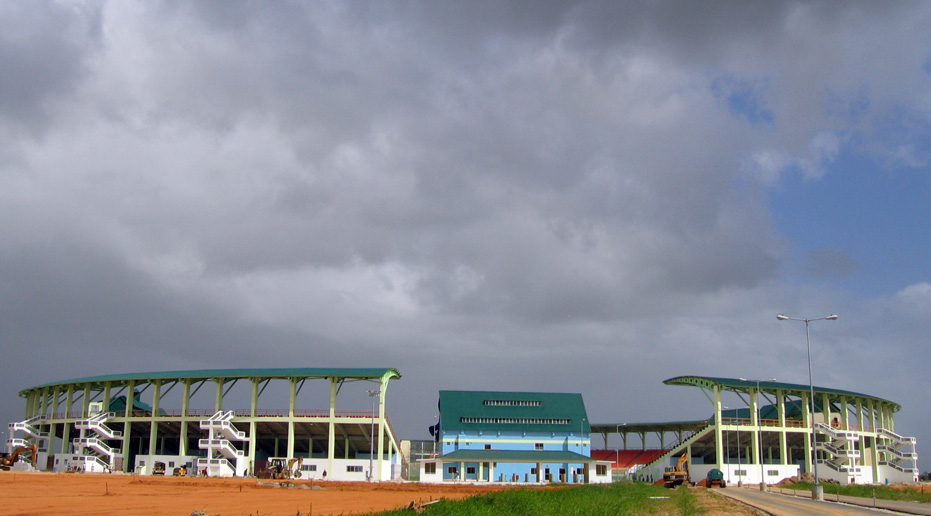
ジョージタウン郊外にあるプロビデンス・スタジアム

クリケットが最も人気のあるスポーツになっている。植民地時代からイギリス文化の影響を大きく受けており、国民人口の4割以上を印僑が占めておりことも要因の一つとされる。2007年に開催されたクリケット・ワールドカップでは、ジョージタウン郊外のプロビデンス・スタジアムが会場の一つとなった。代表チームは多国籍ナショナルチームの西インド諸島代表に含まれている。2013年にカリブ海地域周辺の6カ国が連合になったトゥエンティ20形式のプロリーグであるカリビアン・プレミアリーグが開幕し、ガイアナ・アマゾン・ウォリアーズが参加している。
サッカー
ガイアナ国内ではサッカーも人気のスポーツの一つとなっており、2015年にサッカーリーグのGFFエリートリーグが創設された。サッカーガイアナ代表は、これまでFIFAワールドカップへの出場歴はないが、CONCACAFゴールドカップには2019年大会で初出場を果たしている。なお、ガイアナサッカー連盟は南米サッカー連盟（CONMEBOL）ではなく、北中米カリブ海サッカー連盟（Concacaf）に属している。

## その他
- 英国領だった19世紀、現地人が英国に倣って始めた郵便制度で4セントと1セント切手が発行された。しかし郵便を利用するものはほとんどおらず、利用者はわずか8名のみと記録されている。その郵便で発行された切手も4セント8枚、速達料金用の1セント1枚のみが使用され、残った切手は全て焼却処分されたとされている。現存1枚の1セント切手は最近まで米大手化学会社デュポンの相続人が所有していたが、2014年6月17日にニューヨークのサザビーズオークションにて出品され、約950万ドル（約9億7,000万円）で落札された。